# 孔·提奇·維拉科查

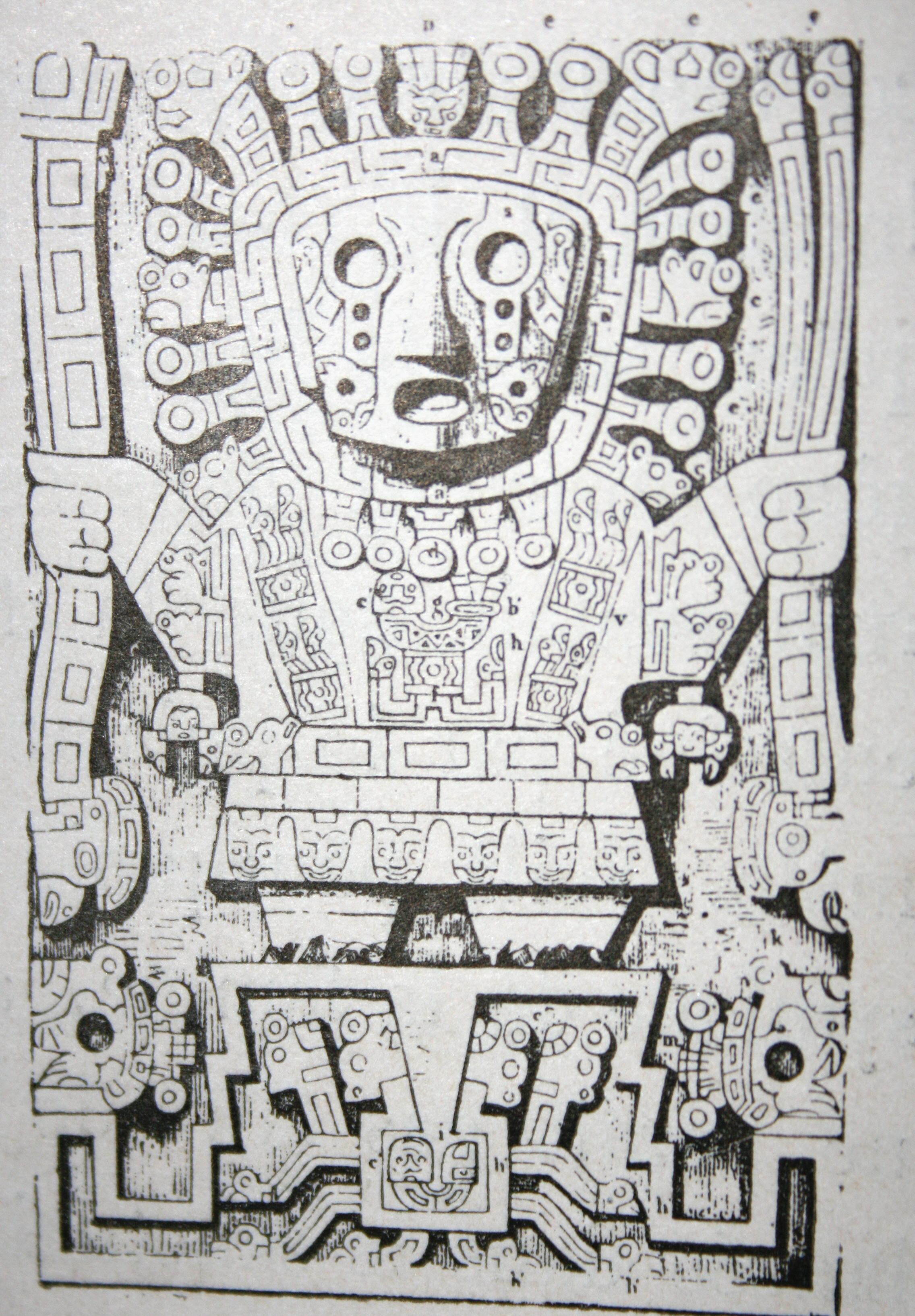
維拉科查

孔·提奇·維拉科查（Con Tiki Viracocha）或簡稱維拉科查，是印加神話中最重要的神祇。

## 概要
在創世神話中，祂從的的喀喀湖中出現，先創造巨人族，因為不滿意，之後召來大洪水烏奴·帕查庫提淹沒他們，接著創造出第一批人類和萬物。

## 脚注
1. ↑  菲利浦．威金森，神話與傳說：圖解古文明的祕密，台北：時報出版，2010。